# 老香洲
老香洲是珠海市中心城区的一个片区。其位于迎宾北路、珠江口、凤凰山、与板樟山之间，包括野狸岛，狭义上的“香洲”就是指这一地区。是珠海市人民政府所在地。其间有珠海大会堂、香埠路步行街、香洲港、香洲渔港以及香山公园，主要写字楼有安广世纪大厦。

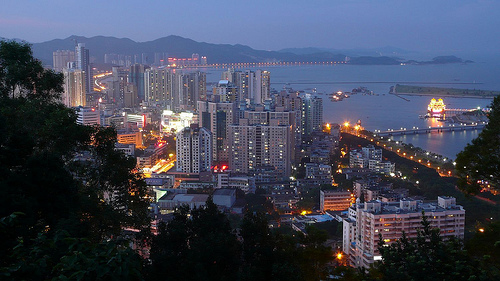
老香洲夜景